# Фаєтт (Мен)
Фаєтт (англ. Fayette) — місто (англ. town) в США, в окрузі Кеннебек штату Мен. Населення — 1160 осіб (2020).

## Демографія
Згідно з переписом 2010 року, у місті мешкало 1140 осіб у 491 домогосподарстві у складі 330 родин. Було 813 помешкання
Расовий склад населення:
| - 97,6 % — білих - 0,5 % — азіатів - 0,4 % — чорних або афроамериканців - 0,1 % — вихідців з тихоокеанських островів - 0,1 % — корінних американців |

До двох чи більше рас належало 1,1 %. Частка іспаномовних становила 0,8 % від усіх жителів.
За віковим діапазоном населення розподілялося таким чином: 18,2 % — особи молодші 18 років, 66,6 % — особи у віці 18—64 років, 15,2 % — особи у віці 65 років та старші. Медіана віку мешканця становила 48,0 року. На 100 осіб жіночої статі у місті припадало 96,6 чоловіків;  на 100 жінок у віці від 18 років та старших — 97,5 чоловіків також старших 18 років.
Середній дохід на одне домашнє господарство  становив 78 704 долари США (медіана — 61 667), а середній дохід на одну сім'ю — 85 570 доларів (медіана — 71 625). Медіана доходів становила 52 800 доларів для чоловіків та 40 156 доларів для жінок. За межею бідності перебувало 9,4 % осіб, у тому числі 9,3 % дітей у віці до 18 років та 4,0 % осіб у віці 65 років та старших.
Цивільне працевлаштоване населення становило 512 осіб. Основні галузі зайнятості: освіта, охорона здоров'я та соціальна допомога — 22,7 %, роздрібна торгівля — 12,3 %, публічна адміністрація — 11,5 %.